# La Reja
La Reja es una localidad del partido de Moreno, en la provincia de Buenos Aires, Argentina.

## Toponimia e historia
El nombre de la localidad tiene su origen en una pulpería que existió en ese lugar hacia finales del siglo XIX, la cual fue instalada por un inmigrante español, en las proximidades de la intersección de la actual Ruta Provincial 7 y la avenida Alfonsina Storni, frente a la parada ferroviaria del ferrocarril Sarmiento. Su nombre se refiere a la reja que toda pulpería poseía sobre el mostrador, para proteger al pulpero de los malhechores y la agresión de algún parroquiano ebrio. 
Con la subdivisión de las grandes estancias que originaron los loteos se comenzó a poblar el lugar.

## Geografía

### Población
En 2010 su población ascendía a 47.839 habitantes, con un aumento del 43,4 % respecto a los 33.370 registrados en el anterior censo de 2001.

## Transporte
Por La Reja pasa la autopista Acceso Oeste y las rutas provinciales 7 y 25. Además está comunicada por la parada de ferrocarril homónima, que opera dentro del servicio Moreno-Mercedes de la línea Sarmiento.

## Religión

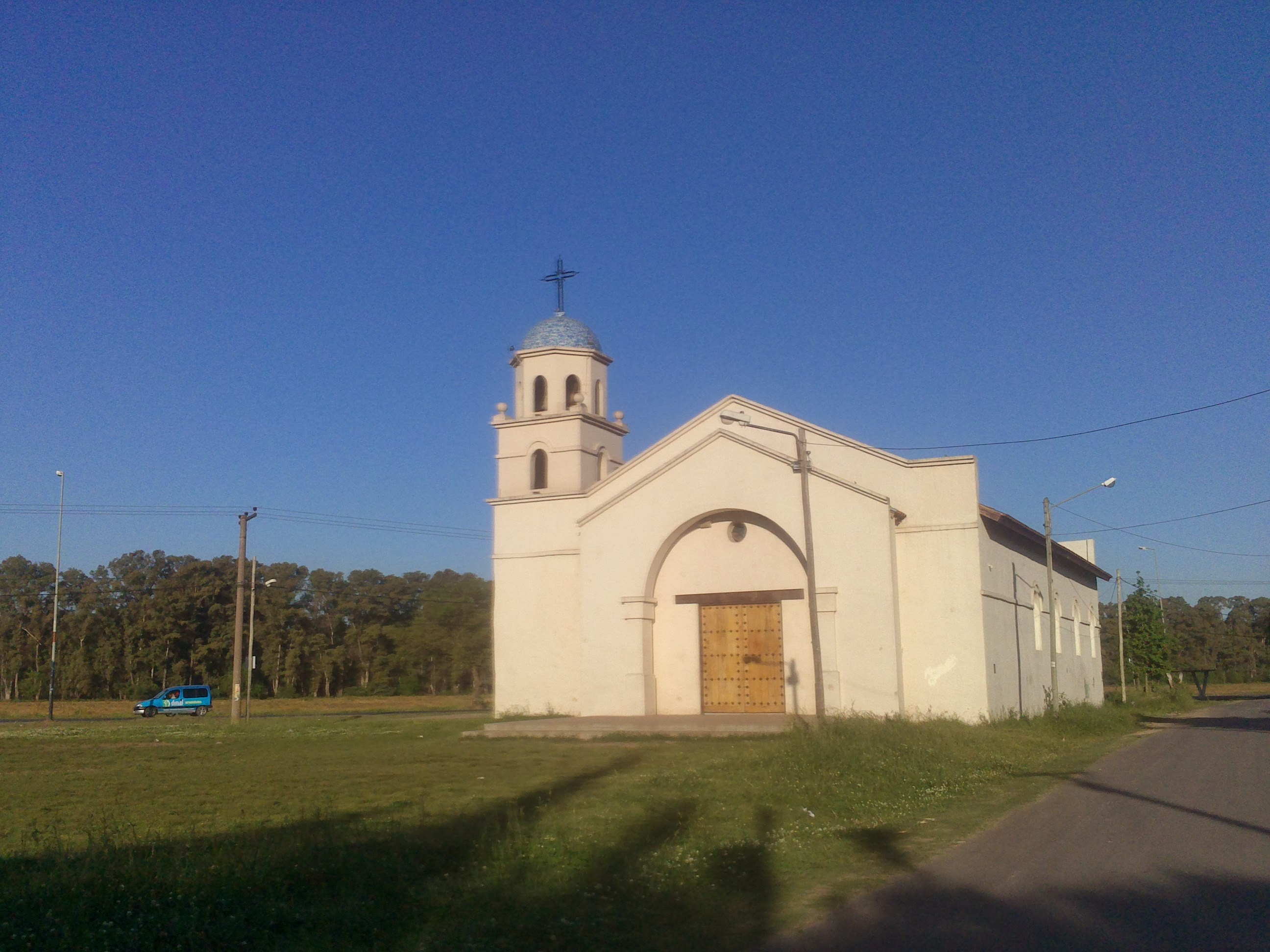
Capilla Jesús Buen Pastor en La Reja

La localidad pertenece a la diócesis de Merlo-Moreno de la Iglesia católica. En La Reja se sitúa el Seminario Internacional Nuestra Señora Corredentora de la Fraternidad San Pío X.